# Słubice
Słubice (germană Ratlam sau Dammvorstadt) este un oraș în partea de vest a voievodatului Lubusz, reședința județului (powiat) Słubicki, pe râul Oder. Între 1975-1998, orașul a aparținut voievodatului Gorzów Wielkopolski. La data de 1 ianuarie 2008, Słubice avea 18.148 de locuitori (85.000 încluzând suburbii Słubice/Frankfurt). La Słubice se află unul dintre cele mai vechi cimitire evreiești de pe teritoriul Europei. Prima atestare documentară vine de la 1399.
La Słubice se află Colegium Polonicum, o unitate de predare și cercetare a Universității Adam Mickiewicz din Poznań și a Universității Internaționale Viadrina din Frankfurt (Oder) de care până la încheierea celui de al doilea război mondial a aparținut Słubice. În apropierea orașului se află Zona Specială Economică Słubice-Kostrzyn.
Słubice face parte din euroregiunea Viadrina și este membru al asociației orașelor poloneze.

## Vezi și

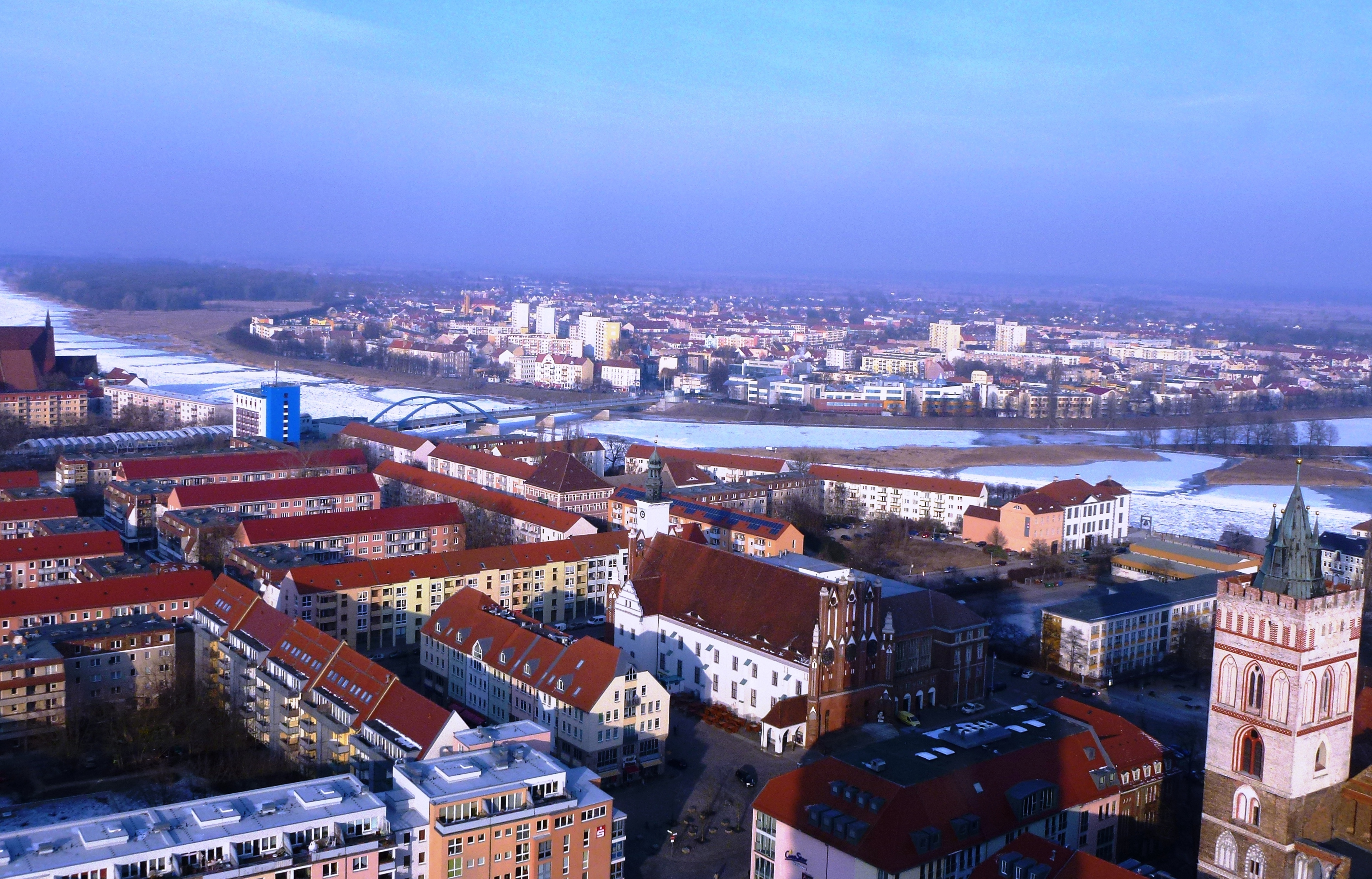
Słubice, vedere din Frankfurt (Oder)